# Compiègne
Compiègne (Picardisch: Compiène) is een stad in Frankrijk, gelegen op 80 kilometer ten noordoosten van Parijs, op het punt waar de rivieren de Aisne en de Oise bij elkaar komen. Compiègne ligt in het departement Oise en is daarvan een onderprefectuur. Het is bekend door een kasteel, en door het uitgestrekte bos “Forêt de Compiègne”. In de gemeente ligt spoorwegstation Compiègne. De gemeente telde 40.808 inwoners op 1 januari 2022.

## Geschiedenis
De Slag bij Compiègne, de eerste echte slag van de Frankische Burgeroorlog die volgde op de dood van Pepijn van Herstal in 714, werd op 26 september 715 bij Compiègne uitgevochten. Hier was een koninklijke villa van de Merovingen. De bossen bij Compiègne vormden een geliefd koninklijk jachtdomein (en dit tot in de 19e eeuw). Karel de Kale vatte aan het einde van de 9e eeuw het plan op om hier een keizerlijke stad te bouwen, Carlopolis, die kon wedijveren met Aken. Dit bleef grotendeels bij plannen maar hij bouwde wel een koninklijk kasteel aan de oever van de Oise en stichtte de Abdij Saint-Corneille. De abdij bezat talrijke relieken en werd hierdoor een bedevaartsoord. Deze bedevaarten samen met de markt met halfvasten brachten welvaart voor Compiègne. De plaats kreeg een stadsomwalling.
Tijdens de Honderdjarige Oorlog (1337-1453) werd Compiègne diverse malen belegerd en viel het beurtelings in handen van de Bourgondiërs en de troepen van de Franse koning. Jeanne d'Arc werd gevangen genomen bij Compiègne. Zij leidde in 1430 een aanval op Parijs, maar omdat de Franse koning Karel VII tevreden was met de reeds behaalde resultaten en daarom niet voldoende krijgsmiddelen beschikbaar stelde, mislukte de verovering van deze stad jammerlijk. Tijdens een poging om in plaats daarvan het belegerde Compiègne te ontzetten, werd zij door de Bourgondiërs gevangengenomen en Filips de Goede leverde haar aan het eind van 1430 over aan de Engelsen.
Koning Lodewijk XV bouwde een nieuw kasteel naar plannen van Jacques-Ange Gabriel. De stad had ook burgerhuizen waar ministers verbleven tijdens de verblijven van de koning in de stad.
Tijdens de Franse Revolutie werden de kloosters in de stad in beslag genomen en voor het merendeel afgebroken. Enkel de parochiekerken bleven gespaard. Van de Abdij Saint-Corneille bleef enkel het klooster bewaard. Op 17 juli 1794 werden 16 nonnen van het karmelietessenklooster van Compiègne onder de guillotine gebracht. Omdat de zusters tot de laatste bleven zingen, sloeg de stemming tijdens de executie om. Het publiek werd er stil van. Ze zijn later als de martelaressen van Compiègne heilig verklaard.
Napoleon liet het kasteel opknappen maar verbleef er zelden. Burgerkoning Lodewijk-Filips verbleef wel regelmatig in Compiègne en ook Napoleon III was er vaak. Hij liet een keizerlijk theater optrekken en bekostigde de restauratie van het stadhuis.

### Wereldoorlogen
Tijdens de Eerste Wereldoorlog lag de stad niet ver achter het front. Er kwam een groot hospitaal voor gewonde soldaten en tussen april 1917 en maart 1918 was de Franse generale staf hier gevestigd. In een spoorwegrijtuig, dat in het Bos van Compiègne stond, werd op 11 november 1918 de wapenstilstand gesloten, aan de Duitsers gedicteerd door de Franse maarschalk Ferdinand Foch, waarmee een eind kwam aan de Eerste Wereldoorlog.
Op dezelfde plek sloten de Fransen op 22 juni 1940 een vernederende wapenstilstand met Duitsland. Hitler had het spoorwegrijtuig laten terugzetten op de plaats waar het in 1918 stond en was zelf aanwezig om de Franse delegatie te ontvangen. Deze plek staat bekend als de clairière de l'armistice en vormt een open plek (clairière) in het bos. Er is een museum waar een kopie van het rijtuig te bezichtigen is. Het oorspronkelijke rijtuig werd op het einde van de Tweede Wereldoorlog door de Duitsers naar Berlijn gereden en is daarna onder onduidelijke omstandigheden uitgebrand. Omdat de spoorlijn aansloot op het nabijgelegen station van Rethondes en dat dorp dichterbij ligt dan de stad Compiègne, spreekt men soms van de "wapenstilstand van Rethondes", maar de plek ligt op het grondgebied van de gemeente Compiègne.

## Bezienswaardigheden
De Église St.-Antoine, gelegen op het gelijknamige plein, is gebouwd in flamboyante stijl. Via de Rue d'Austerlitz is het Museum Vivinel te bereiken. Dit bevat een unieke collectie Griekse vazen, en werken van onder andere Dürer, Raphaël en David.
De toren Tour de Beauregard, schuin tegenover het museum, dateert van de twaalfde eeuw. Van daaruit zou Jeanne d'Arc vertrokken zijn voordat ze werd gevangengenomen door de Bourgondiërs en overgeleverd aan de Engelsen. Aan de overkant van de straat ligt het Ancien Hôtel-Dieu, een ziekenhuis dat nog uit de Middeleeuwen dateert.
Het stadhuis heeft een gotische gevel en een opvallende klokkentoren. Het ruiterstandbeeld dat centraal in de gevel staat is van Lodewijk XII. Elk kwartier wordt de klok geluid door de drie “Picantins” in de gevel voor de torenspits. Bij het stadhuis bevindt zich ook het museum De la Figurine Historique. Hierin is onder andere de Slag bij Waterloo met tinnen soldaatjes afgebeeld.
Op de Place du Palais stond eens een kasteel dat al in de zesde eeuw ter sprake kwam. Dit werd oorspronkelijk bewoond door Merovingische koningen, en later door Capetingische koningen.

### Église St.-Jacques
De Sint-Jakobskerk (Église St.-Jacques), nabij het stadhuis, is van oudsher een halte aan de pelgrimsweg naar Santiago de Compostela. Het koor uit de 13e eeuw is het meest indrukwekkende gedeelte van deze kerk. Het bouwen van de kerk ving aan met de bouw van het koor en de dwarsbeuk in de gebruikelijke gotische stijl van Île-de-France (zoals de St.-Yved van Braine, St.-Léger van Soissons en de Notre-Dame van Parijs).
In 1198 vroeg de bisschop van Soissons, Nivelon de Chérisy, aan paus Innocentius III om de parochie Saint-Jacques op te richten. De paus gaf in 1207 toestemming, waarna in 1235 de bouw van de kerk begon. Vanwege de ligging op de pelgrimsroute naar Santiago de Compostella noemde Blanche de Castille de kerk Saint-Jacques-le-Majeur. In de veertiende eeuw stagneert de bouw door de Honderdjarige Oorlog. Op 23 mei 1430 is Jeanne d'Arc binnengekomen via een kleine deur om te bidden; dit was de dag voor haar arrestatie in Compiègne. Heden ten dage is deze deur dichtgemetseld. Sinds Karel V is de kerk een koninklijke parochie. Lodewijk XV herbouwde het kasteel van Compiègne en verfraaide ook de kerk. In 1881 werd door een privilege van paus Leo XIII Saint Louis (d.i. Lodewijk IX) patroon van de kerk naast Jacques-le-Majeur. Lodewijk XIII gaf kroonkandelaars en wandverlichting in bruikleen, die later door Napoleon III werden geschonken. De kerkramen komen uit de negentiende eeuw en geven de voornaamste gebeurtenissen van de stad weer. Het orgel uit de achttiende eeuw is 2000 pijpen groot.

### Kasteel van Compiègne

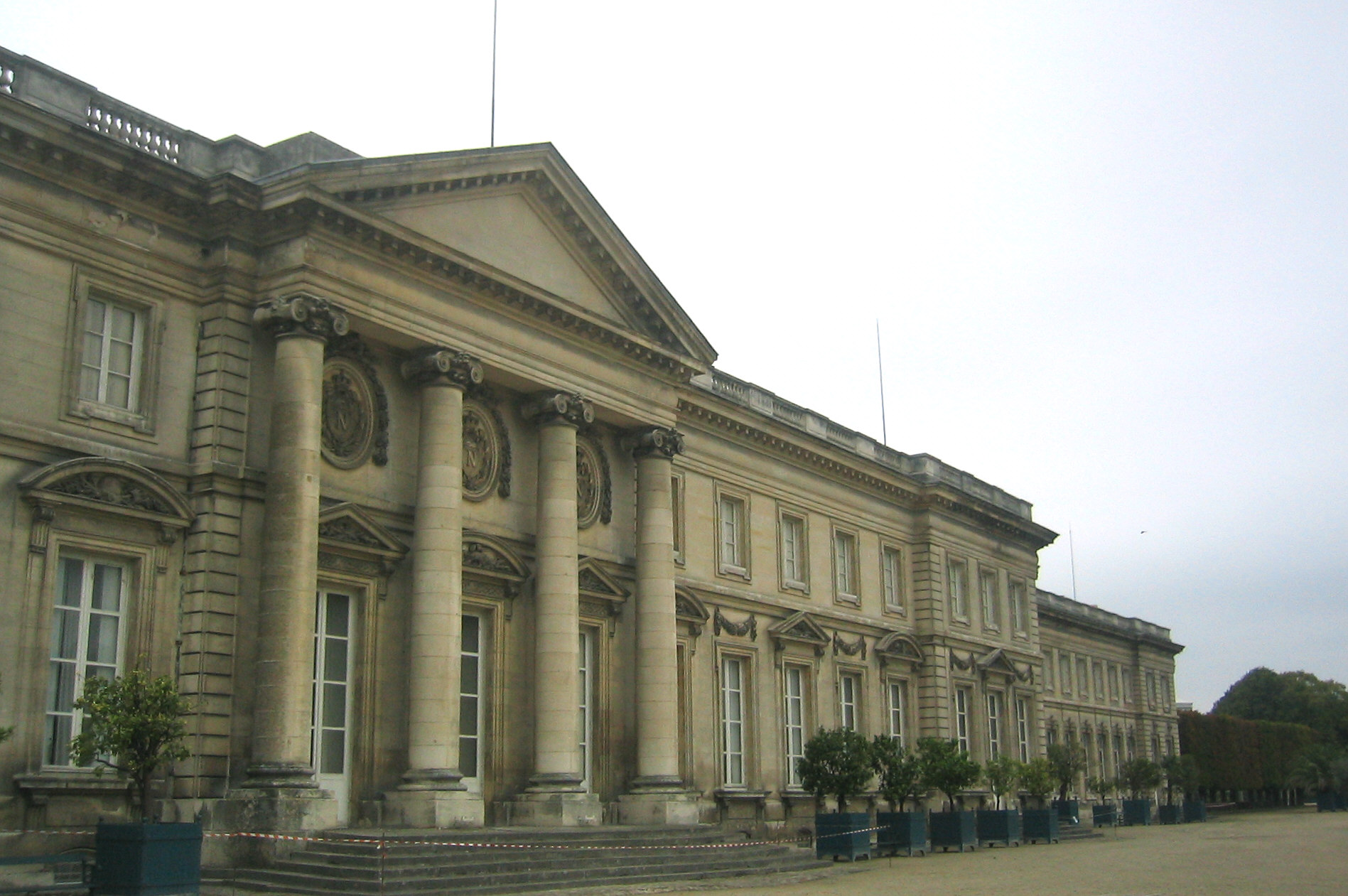
Kasteel van Compiègne, gezien vanaf de parkzijde

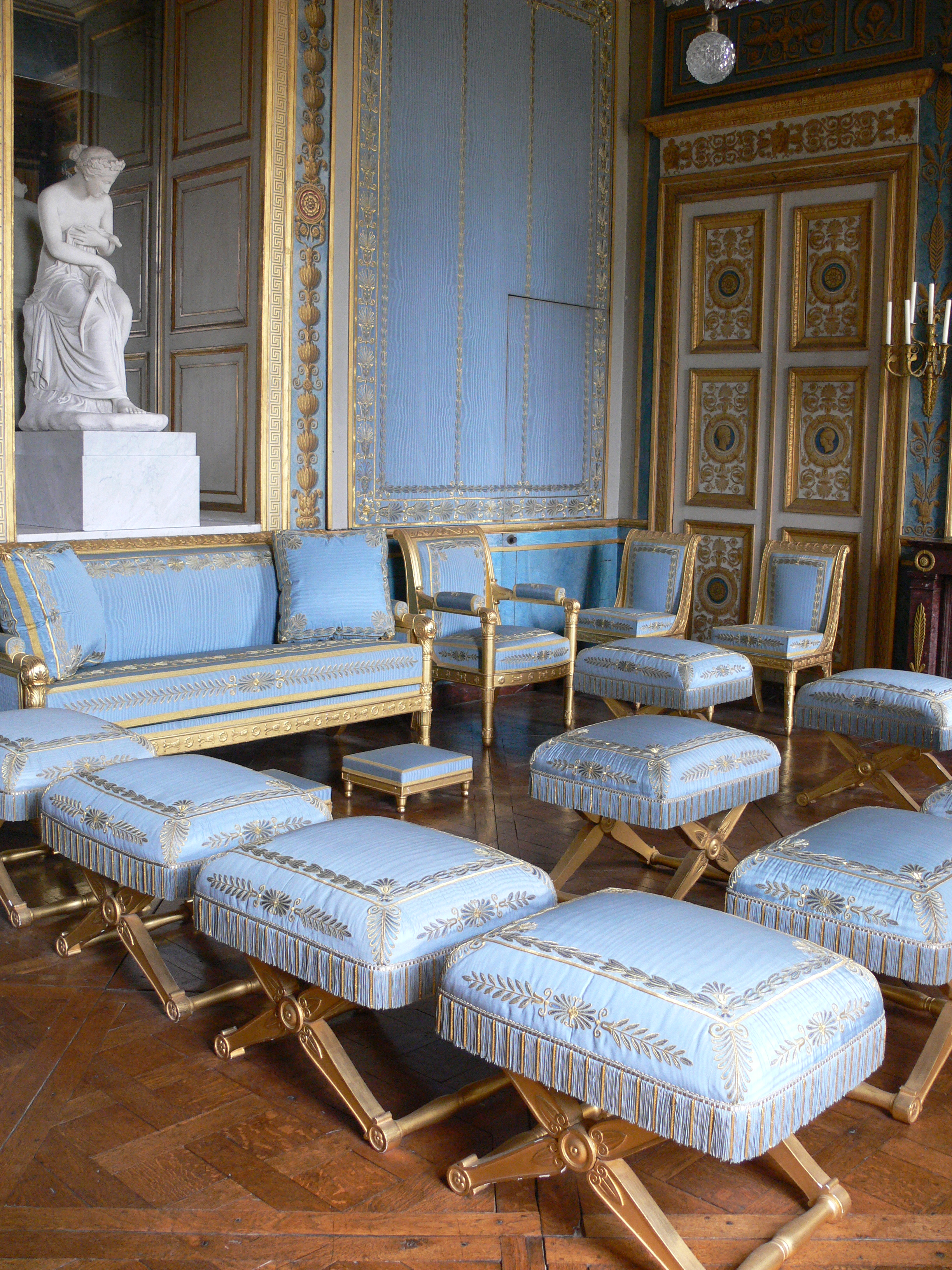
Salon bleu in het kasteel van Compiègne

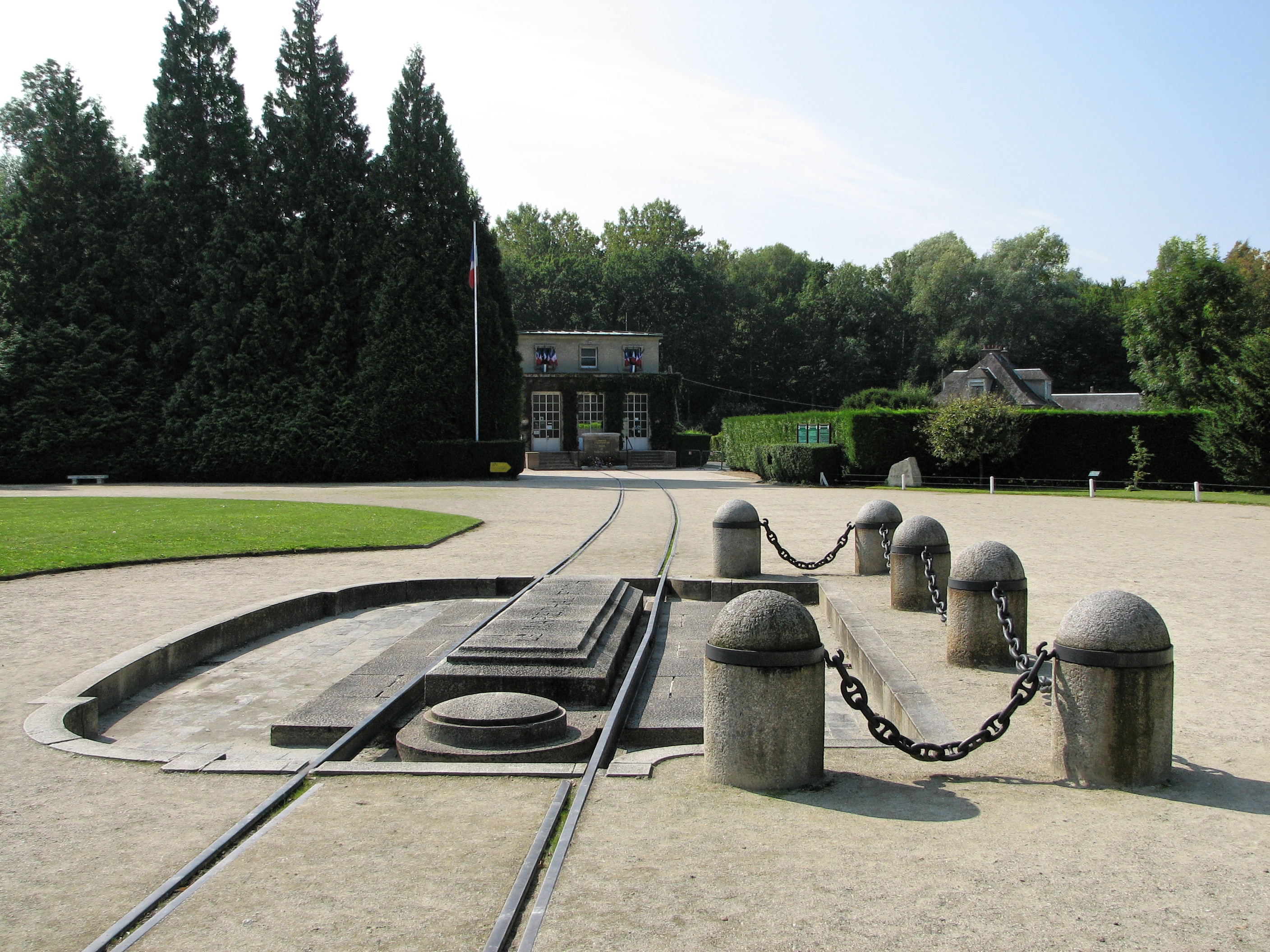
Clairiere de l'Armistice

Het Kasteel van Compiègne (Château de Compiègne) is gebouwd door koning Karel V, en heeft in de achttiende eeuw definitief vorm gekregen onder Lodewijk XV en Lodewijk XVI. Lodewijk XIV en Lodewijk XV hielden er grote feesten. Ook Napoleon I en Napoleon III hielden er hof. In de Eerste Wereldoorlog was hier het Franse hoofdkwartier een tijd gevestigd.
De voorkant is indrukwekkend. Het paleis is te bezichtigen en biedt naast een museum een aantal keizerlijke appartementen die ingericht zijn met originele meubels en een balzaal met glaskronen en decoraties die de overwinningen van Napoleon weergeven.
In dit paleis bevindt zich het Musée de la Voiture et du Tourisme, met voertuigen uit de Romeinse tijd tot in de twintigste eeuw. Onder meer de elektrische torpedo-auto La Jamais Contente van Camille Jenatzystaat er tentoongesteld. Er zijn ook oude fietsen te bezichtigen.
Het plein voor het kasteel is de startlocatie van de wielerklassieker Parijs-Roubaix.

### Omgeving
In het park voor het kasteel liet Napoleon I voor zijn bruid Marie-Louise een prieel aanleggen van meer dan een kilometer lengte. Door de aanleg van de Avenue des Beaux-Monts liet hij dit park aansluiten bij het Forêt de Compiègne, een fraai bos met voornamelijk eiken en beuken. Vanaf Les Beaux-Monts heeft men prachtige vergezichten. Midden in het bos ligt het schilderachtige dorpje St.-Jean-aux-Bois.
Bij Champlieu, aan de zuidrand van het bos, bevinden zich overblijfselen uit de Romeinse tijd.
In Pierrefonds, aan de oostrand van het bos, ligt een groot kasteel, gebouwd door Lodewijk van Orléans (15e eeuw). Kardinaal de Richelieu liet dit kasteel ontmantelen; Napoleon III liet het door de bekende bouwmeester Viollet-le-Duc restaureren in een zeer romantische en sprookjesachtige stijl. De muren zijn 38 meter hoog en 6 meter dik. Dicht bij het kasteel ligt de Église St.-Sulpice met een koor van rond 1100. Rond Pierrefonds bevinden zich schilderachtige meertjes. Men kan een mooie tocht maken van Compiègne uit over de Beaux Monts en de Mont St.-Marc via de gehuchten Vivier-Frère-Robert en Vieux-Moulin langs het riviertje Rû de Berne naar Pierrefonds.

## Demografie
Onderstaande figuur toont het verloop van het inwonertal (bron: INSEE-tellingen).

## Geografie
De oppervlakte van Compiègne bedroeg op 1 januari 2022 53,1 vierkante kilometer; de bevolkingsdichtheid was toen 768,5 inwoners per km². 
De stad ligt aan de samenvloeiing van de Aisne en de Oise. Verder zijn er enkele kleine heuvels zoals de Mont-Berny en de Mont-Chyprès. 
De onderstaande kaart toont de ligging van Compiègne met de belangrijkste infrastructuur en aangrenzende gemeenten.

## Sport
Compiègne is drie keer etappeplaats geweest in de wielerkoers Ronde van Frankrijk. In 1980 won er de Fransman Jean-Louis Gauthier en in 2007 de Zwitser Fabian Cancellara. In 1981 was Compiègne alleen startplaats van een etappe. Daarnaast fungeert Compiègne sinds 1968 als vaste startplaats van de wielerklassieker Parijs-Roubaix.

## Stedenbanden
- Arona (Italië), sinds 1962
- Bury Saint Edmunds (Verenigd Koninkrijk), sinds 1967
- Elbląg (Polen), sinds 2002
- Hoei (België), sinds 1959
- Kiryat Tivon (Israël), sinds 1988
- Landshut (Duitsland), sinds 1962
- Raleigh (Verenigde Staten), sinds 1989
- Shirakawa (Japan), sinds 1988
- Vianden (Luxemburg), sinds 1964

## Geboren in Compiègne
- Roscellinus van Compiègne (ca.1050-ca.1124), filosoof en theoloog
- Pierre d'Ailly (1351-1420), geestelijke, theoloog en kardinaal
- Jacques de Billy (1602-1679), jezuïet en wiskundige
- Albert Robida (1848-1926), schrijver en illustrator
- Daniel Boulanger (1922-2014), schrijver en scenarist
- René De Clercq (1945), veldrijder
- Christophe Capelle (1967), wielrenner
- Nolan Roux (1988), voetballer
- Marco da Silva (1992), voetballer